# 山田日登志
山田 日登志（やまだ ひとし、1939年 - ）は、日本のコンサルタント。専門は生産管理。PEC産業教育センター所長。セル生産方式の発案者。生産現場のムダを排除する「ムダとり」の生みの親とされる。

## 経歴
1939年、岐阜県羽島市生まれ。南山大学文学部を卒業後、1963年中部経済新聞入社。1965年、岐阜県生産性本部に転職。工場改革に行き詰っていたとき、トヨタ自動車の大野耐一と出会い、弟子入りする。トヨタ流工場運営のノウハウを学んだ後、1978年にPEC産業教育センターを設立し、現職。

## テレビ
- NHKスペシャル「常識の壁を打ち破れ」 脱・大量生産の工場改革（2001年5月12日、NHK）[2]
- 日経スペシャル ガイアの夜明け 「勝つ工場」 〜甦るメイド・イン・ジャパン〜（2005年3月22日、テレビ東京）[3]。
- プロフェッショナル 仕事の流儀 第84回 輝け社員、よみがえれ会社 工場再建・山田日登志（2008年4月15日、NHK）[4]

## 書籍

### 著書
- 『トヨタ生産方式をトコトン理解する事典』（1988年1月30日、日刊工業新聞社）ISBN 9784526022999
- 『ズバリ現場のムダどり事典 トヨタ生産方式の実践哲学』（1989年4月15日、日刊工業新聞社）ISBN 9784526025099
- 『改善魂を求めて トヨタ生産方式』（1998年2月1日、日刊工業新聞社）ISBN 9784526041563
- 『常識破りのものづくり NHKスペシャルセレクション』（共著者:片岡利文）（2001年12月26日、日本放送出版協会）ISBN 9784140806524
- 『現場の変革、最強の経営 ムダとり 現場の変革、最強の経営』（2002年5月10日、幻冬舎）ISBN 9784344001855
- 『「こうすればムダが見える！」ワークブック』（2006年5月20日、日刊工業新聞社）ISBN 9784526056772
- 『図解 ムダとり トヨタ生産方式のすべてがわかる』（2006年5月27日、幻冬舎）ISBN 9784344011724
- 『カンタン！ムダとりポケットブック 現場のムダは誰でもとれる』（著者:三浦聡彦、監修:山田日登志）（2006年7月25日、日刊工業新聞社）ISBN 9784526056970
- 『改善リーダー養成講座 ひと目でわかる、すぐに活かせる、基礎からわかる』（2008年8月20日、日刊工業新聞社）ISBN 9784526061110
- 『改善の鬼 山田日登志のムダに喝！』（2009年1月20日、ウェッジ）ISBN 9784863100398
- 『ムダとり 現場の変革、最強の経営』（2009年2月10日、幻冬舎 幻冬舎文庫）ISBN 9784344412675
- 『自分で考える社員のつくり方 ムダとりが生み出す「やる気革命」』（2009年2月16日、PHP研究所 PHP新書）ISBN 9784569705125
- 『改善魂の叫び』（2011年2月25日、日刊工業新聞社）ISBN 9784526066399
- 『なぜ「ふるさと製造業」は強いのか メイド・イン・ジャパン復活の方策』（2013年2月20日、PHP研究所 PHPビジネス新書）ISBN 9784569810089
- 『山田日登志の改善魂 ムダの向こうに見えたもの』（2016年12月1日、日刊工業新聞社）ISBN 9784526075223

### 関連書籍
- 『ムダとりの達人山田日登志の カイゼン7つの法則』（著者:宮坂賢一、編:日経トップリーダー）（2011年7月27日、日経BP社）ISBN 9784822264284